# بيدفوردشير الجنوبية الغربية (دائرة انتخابية في المملكة المتحدة)
بيدفوردشير الجنوبية الغربية (بالإنجليزية: South West Bedfordshire) هي إحدى الدوائر الانتخابية في المملكة المتحدة الممثلة في مجلس العموم في برلمان المملكة المتحدة.
```
|mp     = 
Andrew Selous

|party    = Conservative Party (UK)
|region   = England
|county   = 
بيدفوردشير

|european  = East of England
|towns    = 
دونستابل
، 
Leighton Buzzard
 and 
Houghton Regis
```

}}</ref>}}</ref>}}</ref>
عضو البرلمان الذي يمثلها حالياً هو :Andrew Selous (Con).